# Островская, Галина Арсеньевна
Галина Арсеньевна Островская (1923—2000) — советская переводчица англо-американской литературы XIX—XX веков. Кандидат филологических наук, член Союза писателей СССР. Среди её переводов: «Лев, колдунья и платяной шкаф» из «Хроник Нарнии» Клайва Льюиса, «Выдра по имени Тарка» Генри Уильямсона, «Ребекка» Дафны дю Морье, ряд сказок и фантастических рассказов.

## Биография
В 1950 году окончила филологический факультет Ленинградского университета. Преподавала в Днепропетровском педагогическом институте (1950—1952), затем вернулась в Ленинградский университет (1952—1965).

## Список писателей, переведённых Г. А. Островской
Отдельные издания
- Джон Голсуорси. Серебряная коробка. 1956.
- Роберт Грейвз. Я, Клавдий. 1990. Божественный Клавдий. 1994.
- Джойс Кэри. Из любви к ближнему. 1966. Из первых рук. 1971.
- Клайв Стейплз Льюис. Лев, колдунья и платяной шкаф. 1978.
- Гарольд Мак-Кармик, Том Аллен, Вильям Янг. Тени в море. 1968.
- Ричард Олдингтон. Стивенсон: Портрет бунтаря. 1973.
- Генри Уильямсон. Выдра по имени Тарка. 1979.
- Дафна дю Морье. Ребекка. 1989. Козел отпущения. 1992.
- Сомерсет Моэм. Малый уголок. 1979. Театр. 1979.
- Мэри Нортон. Добывайки. 1992.
- Глендон Суортхаут. Благослови зверей и детей. 1994.
- Джордж Элиот. Мельница на Флоссе. 1963.

Рассказы и повести в сборниках
- Айзек Азимов
- Стивен Барр
- Фрэнсис Брет Гарт
- Натаниэль Готорн
- Кеннет Грэм
- Генри Джеймс
- Джером К. Джером
- Редьярд Киплинг
- Альфред Коппард
- Эдит Несбит
- Уильям Плоумер
- Роберт Льюис Стивенсон
- Герберт Уэллс
- Элинор Фарджон
- Эдвард Морган Форстер
- Олдос Хаксли
- Бернард Шоу